# Alexandra Nikititschna Annenskaja

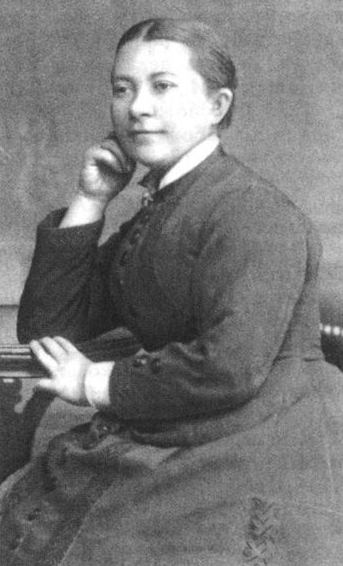
Alexandra Nikititschna Annenskaja

Alexandra Nikititschna Annenskaja, geboren Tkatschowa, (russisch Александра Никитична Анненская; * 29. Junijul. / 11. Juli 1840greg. auf dem Landgut Siwzewo bei Welikije Luki; † 6. Maijul. / 19. Mai 1915greg. in Petrograd) war eine russische Schriftstellerin.

## Leben
Annenskajas Vater Nikita Andrejewitsch Tkatschow war Architekt und starb früh. Die Mutter zog nun mit den Kindern nach St. Petersburg. Annenskaja absolvierte 1851–1856 ein deutsches Pensionat und bestand anschließend die Hauslehrer-Prüfung.
Als Hauslehrerin kam Annenskaja 1861 zu ihrem Onkel mütterlicherseits F. N. Annenski und unterrichtete dessen jüngste Tochter.  Sie eröffnete 1865 eine private Schule für Kinder jüngsten Alters, die sie aber wegen unzureichender Mittel 1867 wieder schließen musste. Sie heiratete 1866 ihren Vetter Nikolai Annenski (1843–1912, älterer Bruder des Dichters Innokenti Annenski), der nach einem Studium an der Universität St. Petersburg Kandidat der Rechtswissenschaften wurde. Er schloss sich 1874 einer von Annenskajas Bruder Pjotr Tkatschow geführten Narodniki-Gruppe an und wurde in diesem Zusammenhang 1875 verhaftet, aber wegen fehlender Beweise wieder freigelassen. In den folgenden Jahren wurde er wiederholt nach Sibirien und ins Wolga-Gebiet verbannt, wohin ihm Annenskaja immer folgte.
Annenskaja beteiligte sich an der Übersetzung wissenschaftlicher Schriften und arbeitete mit der St. Petersburger Zeitschrift für Familie und Schule zusammen. Ihre Bearbeitung von Daniel Defoes Robinson Crusoe (1872) erlebte viele Auflagen. Für Florenti Pawlenkows 1890 begonnene Biographische Bibliothek verfasste sie Lebensbeschreibungen Nikolai Gogols, Charles Dickens’ und François Rabelais. Für die Kinder-Bibliothek beschrieb sie die Kindheit und Jugend Benjamin Franklins. Ihre zahlreichen Erzählungen und Novellen für Kinder und Jugendliche spiegelten die Ideen der 1860er Jahre wider. Schließlich schrieb sie ihre Memoiren mit ihren Erinnerungen an ihren 1912 verstorbenen Mann.
Annenskajas Geschwister waren die Revolutionärin Sofja Kril (1842–1873, Mutter der Schriftstellerin Tatjana Bogdanowitsch, Schwiegermutter des Publizisten Angel Bogdanowitsch), der Advokat Andrei Tkatschow (1843–1911) und der Revolutionär Pjotr Tkatschow (1844–1886).
Annenskaja starb am 19. Mai 1915 in Petrograd und wurde auf dem Wolkowo-Friedhof neben ihrem Mann an den „Literatenbrücken“ begraben.